# Urban Transportation Development Corporation
L'UTDC ou Urban Transportation Development Corporation  était une société canadienne créée dans les années 1970 par le gouvernement de la province de l’Ontario. 
L'usine de l'UTDC se trouvait à l'ouest de Kingston.
Elle a développé des véhicules de transport pour les autorités de transport public de la province d’Ontario, et en grande partie pour la plus grande entre elle, celle de Toronto, la Toronto Transit Commission (TTC) pour qui elle fabriqua les voitures modèle H4 et H5 de son métro et les tramways CLRV et ALRV.
UTDC a aussi conçu et construit le Intermediate Capacity Transit System (ICTS) pour le métro de  Scarborough Toronto et l'original  Skytrain de Vancouver.
D'autres véhicules ont été fabriqués par UTDC, comme les voitures de la ligne rouge (Red line) du métro de Boston et les voitures du tramway pour la ville de Santa Clara en Californie.
La société UTDC a été acquise en 1992 par le groupe Bombardier après avoir  fusionné avec la société Hawker Siddeley Canada de Thunder Bay.
Pendant les  années 1992 et suivantes, le nom d'UTDC a été éliminé progressivement au profit du nom Bombardier, sa maison mère.

## Productions
- RT75 H5 : voiture de métro exploité par TTC
- RT75 H6 : voiture de métro exploité par TTC
- ICTS (CCR) LRT
- CLRV
- ALRV
- Voitures de la Red Line (séries 01700) du métro de Boston (MBTA)
- Tramways de Santa Clara, qui ont depuis été revendus aux villes de Sacramento et Salt Lake City.

## Clients
- Toronto Transit Commission
- GO Transit de Toronto
- Santa Clara Valley Transportation Authority
- Massachusetts Bay Transportation Authority
- Vancouver SkyTrain
- Detroit People Mover